# 플레저 (2013년 영화)
〈플레저〉(Pleasure)는 스웨덴에서 제작된 니니아 튀베리 감독의 2013년 드라마 단편 영화이다. 2013년 칸 영화제에서 Canal + Award로 알려진 Semaine de la Critique상을 수상했다. 이 영화는 자신이 직장을 잃지 않기 위해 하드 포르노 비디오의 더블 애널섹스 씬을 수행하기로 동의하는 마리(제니 허튼이 맡음)의 이야기를 다룬다. 이 단편 영화는 포르노 산업의 어두운 단면에 대해서도 이야기한다. 이 영화는 프랑스의 카날+에서 방영되었다.
2021년, 튀베리 감독은 이 작품을 장편화한 동명 영화를 공개하였다.

## 줄거리
포르노 여배우인 마리는 애널 섹스 작품 촬영을 앞두고 있다. 촬영 틈틈이 신문을 읽을 정도로 지적인 그녀이지만 동료 남배우들은 그녀를 가벼운 여자로만 대한다. 고된 애널 섹스에 걱정과 불안을 품은 채로 괄약근을 풀던 중, 이중 삽입(double anal)을 찍을 예정이던 동료 여배우가 촬영을 거부하면서 그 자리가 비게 된다. 마리는 고민 끝에 자신의 커리어를 위해 그 자리를 기꺼이 맡기로 결심한다.

## 출연
- 제니 허튼 - 마리 역
- 크리스티안 브란딘 - 샘 역
- 잉리드 멜링 에녹센 - 스타일리스트 역
- 요나스 칼스트룀 - 감독 역
- 제니 킬스트룀 - 제시 역